# Chrysolina baetica
Chrysolina baetica é uma espécie de artrópode pertencente à família Chrysomelidae.